# Chiesa delle Sante Maria ed Elisabetta
La chiesa delle Sante Maria ed Elisabetta è la parrocchiale di Grezzana, in provincia e diocesi di Verona; fa parte del vicariato della Valpantena-Lessinia Orientale.

## Storia
Probabilmente una comunità cristiana si formò a Grezzana già nel IV secolo; in un documento datato 7 marzo 839 si legge che in paese sorgevano le chiese di Santa Maria e di San Martino.

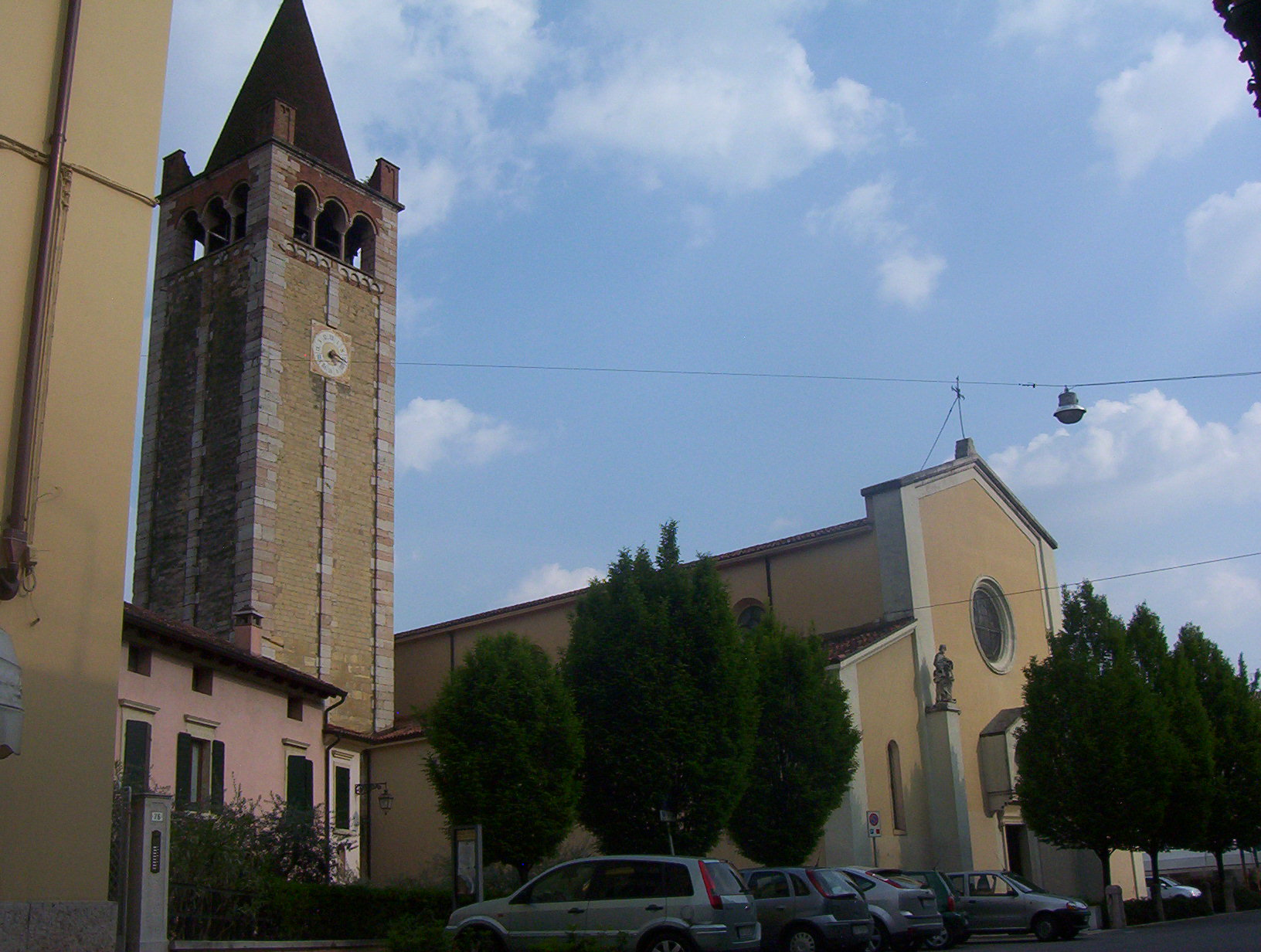
La chiesa e il campanile

La pieve di Santa Maria venne poi menzionata cum capellis et decimis et familiis nella bolla del 1145 di papa Eugenio III, la Piae postulatio voluntatis; nel 1213 fu eretto il campanile e nel 1214 essa si rese del tutto autonoma al capitolo della cattedrale di Verona, al quale era stata assoggettata dal vescovo Nokterio nell'alto Medioevo. Sempre nel XIII secolo venne edificata la nuova chiesa.
Nel 1525 iniziò la risistemazione del tetto dell'edificio e i lavori furono portati a casa compimento nel 1541; nel 1765 la pieve fu oggetto di una parziale ricostruzione, che comportò il rifacimento del presbiterio e dell'abside e la realizzazione della volta a botte.
Nel 1896 furono costruiti dei corpi laterali sul fianco della chiesa che guarda a nord e nel 1900 la facciata venne rimaneggiata.

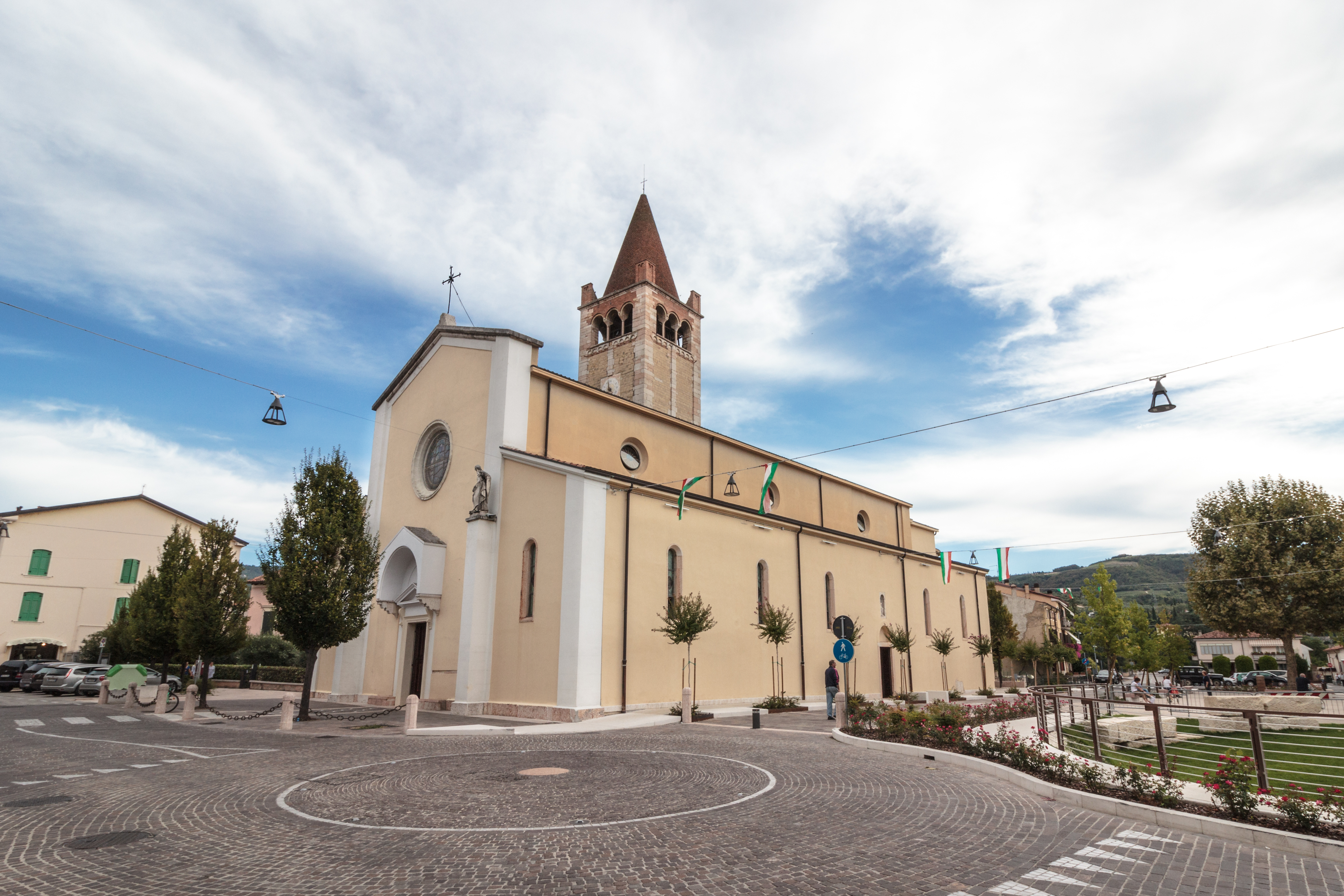
La chiesa vista da un'altra angolazione

Tra il 1946 e il 1950 la parrocchiale venne interessata da una sostanziale riedificazione, condotta su disegno di Francesco Banterle; la struttura fu portata a tre navate e la facciata, l'abside e il presbiterio vennero rifatti. Nel 1955 fu poi posato il nuovo pavimento, sostituito da uno più recente tra il 2001 e il 2003.

## Descrizione

### Esterno
La facciata intonacata, che volge a ponente, è a salienti e presenta nella parte centrale il portale d'ingresso timpanato e protetto dal protiro e, sopra, il rosone, mentre nelle porzioni laterali si aprono due finestre.
Accanto alla chiesa si erge il campanile, la cui cella è caratterizzata da una trifora per lato e che è coronato dalla cuspide.

### Interno
L'interno della chiesa è suddiviso in tre navate separate da colonne in marmo rosso sorreggenti degli archi a tutto sesto; al termine dell'aula si sviluppa il presbiterio, sopraelevato di tre gradini, che è chiuso dall'abside di forma semicircolare.